# Muskuskruidfamilie
De muskuskruidfamilie (Adoxaceae) is een familie van tweezaadlobbige planten. Het zijn meestal heesters, maar soms ook kruidachtige planten. De familie komt voornamelijk in gematigde streken van het noordelijk halfrond voor en in (sub)tropisch gebergte.
In totaal telt de familie 200 soorten (waarvan 175 in Viburnum) in 5 geslachten: Adoxa, Sambucus of geslacht Vlier, Sinadoxa, Tetradoxa en Viburnum (geslacht Sneeuwbal).
De volgende in Nederland voorkomende soorten hebben een eigen artikel:
- Muskuskruid (Adoxa moschatellina)
- Gelderse roos (Viburnum opulus)
- Wollige sneeuwbal (Viburnum lantana)
- Gewone vlier (Sambucus nigra)
- Kruidvlier (Sambucus ebulus)
- Trosvlier of bergvlier (Sambucus racemosa)

In het Cronquist-systeem (1981) bevatte de muskuskruidfamilie alleen de soort muskuskruid (Adoxa moschatellina). De geslachten vlier (Sambucus) en sneeuwbal (Viburnum) waren in de kamperfoeliefamilie (Caprifoliaceae) geplaatst.